# Boletín Bibliográfico Español y Estrangero
El Boletín Bibliográfico Español y Estrangero fue una publicación periódica quincenal publicada a mediados del siglo xix en España, de contenido de carácter bibliográfico. Fundada en 1842 por Dionisio Hidalgo, se publicó con dicho título hasta 1850, cuando se detuvo su publicación. En 1857 reapareció, como El Bibliógrafo Español y Estrangero, denominación que cambiaría en 1860 por la de Boletín Bibliográfico Español. Su último número se publicó en 1868.